# Gesta Normannorum Ducum
Gesta Normannorum Ducum (Gesta dei duchi normanni) è il titolo di una cronaca composta originariamente dal monaco Guglielmo di Jumièges poco prima del 1060.

Nel 1070 Guglielmo I commissionò all'autore un'estensione dell'opera, allo scopo di descrivervi nel dettaglio i propri diritti al trono d'Inghilterra. In seguito Orderico Vitale e Roberto di Torigni ampliarono il volume includendo la storia fino a Enrico I d'Inghilterra.
Il lavoro di Guglielmo è diventata la principale delle opere storiche normanne, fra le molte composte per celebrare la conquista normanna dell'Inghilterra.
La sua composizione ebbe probabilmente inizio alla fine degli anni cinquanta dell'XI secolo come continuazione del De moribus di Dudone di San Quintino; l'autore vi mise nuovamente mano dopo la conquista, molto probabilmente su richiesta dello stesso Guglielmo il Conquistatore. La versione finale fu redatta a Jumièges (circa 1070-1071) Durante il XII secolo si produssero interpolazioni ed aggiunte al testo, prima ad opera di Orderico Vitale, poi da parte di Roberto di Torigni, il quale aggiunse un intero libro riguardante Enrico I d'Inghilterra. Durante l'intero Medioevo l'opera ebbe vasta circolazione e lettura, costituendo una presenza essenziale nelle biblioteche della maggioranza dei monasteri, e la fonte principale per le composizioni di Robert Wace e Benoît de Sainte-Maure. Le Gesta Normannorum Ducum sopravvivono oggi in 47 manoscritti.
Jules Lair ne intraprese una traduzione moderna, ma la morte ne interruppe il lavoro, completato poi da Jean Marx, uno studioso francese che pubblicò la traduzione nel 1914. La versione originale terminava con la sottomissione del nord ad opera di Guglielmo il Conquistatore nel 1070, ma un passo che menziona Roberto II di Normandia col titolo di duca sembra appartenere ad una revisione successiva al 1087; non esiste tuttavia prova che Guglielmo di Jumièges abbia continuato l'opera dopo il 1070. Tale testo mostra una differenza dallo scrivere di Guglielmo, e perciò può sembrare di origine ignota, tuttavia fu comunque incluso nella traslazione di Jean Marx, che lo attribuiva all'autore originario.
La traduzione più recente è stata curata da Elisabeth M.C. van Houts e pubblicata in due volumi tra il 1992 e il 1995 ad opera della Clarendon Press, Oxford.